# Calcarele de la Valea Mică
Calcarele de la Valea Mică alcătuiesc o arie protejată de interes național ce corespunde categoriei a IV-a IUCN (rezervație naturală de tip geologic, situată în , situată în estul Transilvaniei, pe teritoriul județului Alba.

## Localizare
Rezervația naturală aflată în partea central-sudică a Munților Metaliferi, în vestul județului Alba], pe teritoriul administrativ al orașului Zlatna (în nordul satului Valea Mică

## Descriere
Rezervația naturală a fost declarată arie protejată prin Legea Nr.5 din 6 martie 2000, publicată în Monitorul Oficial al României, Nr.152 din 12 aprilie 2000, privind aprobarea Planului de amenajare a teritoriului național - Secțiunea a III-a - zone protejate și are o suprafață de 1 ha.
Aria naturală reprezintă două blocuri calcaroase (klippe de calcare atribuite perioadei geologice a jurasicului) de dimensiuni și înălțimi diferite (12 și 20 m), ce mărginesc drumul comunal DC67 și pârâul Valea Mică (un afluent al Ampoiului) aflate la contactul părții central-sudice a Munților Metaliferi cu Munții Vințului. Pe abruptul stâncilor calcaroase s-au dezvoltat specii ierboase petrofile din familia gramineelor.